# Круше (Вармінсько-Мазурське воєводство)
Круше (пол. Krusze) — село в Польщі, у гміні Яновець-Косьцельний Нідзицького повіту Вармінсько-Мазурського воєводства.
Населення — 78 осіб (2011).
У 1975-1998 роках село належало до Ольштинського воєводства.

## Демографія
Демографічна структура станом на 31 березня 2011 року:
|          | Загалом | Допрацездатний вік | Працездатний вік | Постпрацездатний вік |
| -------- | ------- | ------------------ | ---------------- | -------------------- |
| Чоловіки | 40      | 6                  | 28               | 6                    |
| Жінки    | 38      | 12                 | 17               | 9                    |
| Разом    | 78      | 18                 | 45               | 15                   |